# ISO 3166-2:WS
ISO 3166-2:WS is een ISO-standaard met betrekking tot de zogenaamde geocodes. Het is een subset van de ISO 3166-2 tabel, die specifiek betrekking heeft op Samoa.
De gegevens werden tot op 27 november 2015 geüpdatet op het ISO Online Browsing Platform (OBP). Hier worden 11 districten - district (en) / district (fr) – gedefinieerd.
Volgens de eerste set, ISO 3166-1, staat WS voor Samoa, het tweede gedeelte is een tweeletterige code.

## Codes
| Code  | Naam          |
| ----- | ------------- |
| WS-AA | A'ana         |
| WS-AL | Aiga-i-le-Tai |
| WS-AT | Atua          |
| WS-FA | Fa'asaleleaga |
| WS-GE | Gaga'emauga   |
| WS-GI | Gagaifomauga  |
| WS-PA | Palauli       |
| WS-SA | Satupa'itea   |
| WS-TU | Tuamasaga     |
| WS-VF | Va'a-o-Fonoti |
| WS-VS | Vaisigano     |